# Tibetani

L'Ambassade de la Compagnie Orientale des Provinces Unies, 1665 (Ambasada Companiei Olandeze a Indiilor de Est)

Tibetanii (în tibetană: བོད་པ་, transliterare fonetică bö pa) sunt un grup etnic originar din Tibet. Populația actuală a regiunii autonome Tibet este estimată la aproximativ 6 milioane de locuitori. În afară de cei care trăiesc în Tibet, există un număr semnificativ de tibetani în alte părți ale Chinei, precum și în India, Nepal, Bhutan și în țările occidentale.
Tibetanii vorbesc limbile tibetane, multe dintre ele neinteligibile mutual, care aparțin grupului lingvistic tibeto-birmanez. Explicația mitologică sau tradițională a originii tibetanilor este că ei sunt descendenți ai primatei Pha Trelgen Changchup Sempa și ai creaturii gigantice Ma Drag Sinmo. Se crede că majoritatea vorbitorilor limbilor tibeto-birmaneze din sud-vestul Chinei, inclusiv tibetanii, sunt descendenți direcți ai poporului străvechi Qiang.
Majoritatea tibetanilor practică budismul tibetan, dar există și adepți ai religiei indigene Bon și o mică minoritate musulmană. Budismul tibetan a influențat arta, literatura și arhitectura tibetană, în timp ce relieful aspru al Tibetului și-a pus amprenta asupra medicinei și gastronomiei tibetane.

## Demografie
Conform recensământului din 2014 aproximativ 6 milioane de tibetani trăiesc în Regiunea autonomă Tibet și în cele 10 prefecturi autonome tibetane din provinciile Gansu, Qinghai și Sichuan ale Chinei. Publicația anuală SIL Ethnologue menționa în ediția sa din 2009 că încă 189.000 de vorbitori ai limbilor tibetane trăiau în India, 5.280 în Nepal și 4.800 în Bhutan. Cartea verde a Administrației Centrale Tibetane (guvernul în exil al Tibetului) consideră că există 145.150 de tibetani în afara Tibetului: puțin peste 100.000 în India; peste 16.000 în Nepal; peste 1.800 de persoane în Bhutan și peste 25.000 în alte părți ale lumii. Există comunități tibetane în Statele Unite ale Americii, Australia, Brazilia, Canada, Costa Rica, Franța, Mexic, Norvegia, Mongolia, Elveția și Regatul Unit. Grupule etnic balti din regiunea Baltistan din nordul Pakistanului este o populație musulmană de origine tibetană cu un număr de aproximativ 300.000 de membri.
Există unele dispute cu privire la numărul istoric și actual al tibetanilor. Administrația Centrală Tibetană susține că numărul actual al populației tibetane (5,4 milioane de locuitori) este mai mic decât numărul populației tibetane de dinaintea anexării provinciei de către China (6,3 milioane), în timp ce guvernul chinez susține că populația tibetană număra în 1954 aproximativ 2,7 milioane de persoane. Estimarea populației tibetane depinde însă de definiția și întinderea „Tibetului”; regiunea luată în considerare de ACT este mai extinsă și cea luată în considerare de China mai restrânsă. De asemenea, administrația tibetană nu a efectuat un recensământ formal al populației de pe teritoriului ei în anii 1950; cifrele furnizate de administrație în acel moment erau „bazate pe presupuneri”.
Oficialii Republicii Populare Chineze consideră că principalul factor al creșterii populației tibetane îl reprezintă îmbunătățirea calității sănătății și a stilului de viață al tibetanilor ca urmare a reformelor realizate de administrația chineză. Potrivit surselor chineze, rata mortalității femeilor la naștere a scăzut de la 5.000 din 100.000 în 1951 la 174,78 din 100.000 în 2010, rata mortalității infantile a scăzut de la 430 din 1.000 în 1951 la 20,69 din 1.000 în anul 2010 (mortalitatea infantilă în întreaga Chină a fost evaluată oficial la 14 copii morți din 1000 de copii născuți în 2010). Speranța medie de viață a tibetanilor a crescut de la 35,5 ani în 1951 la peste 67 de ani la sfârșitul anului 2010.

## Limba

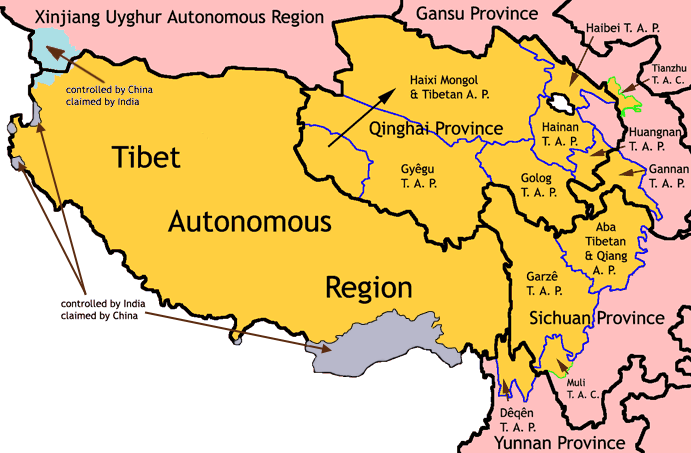
Zonele din China cu cele mai mari concentrații de etnici tibetani

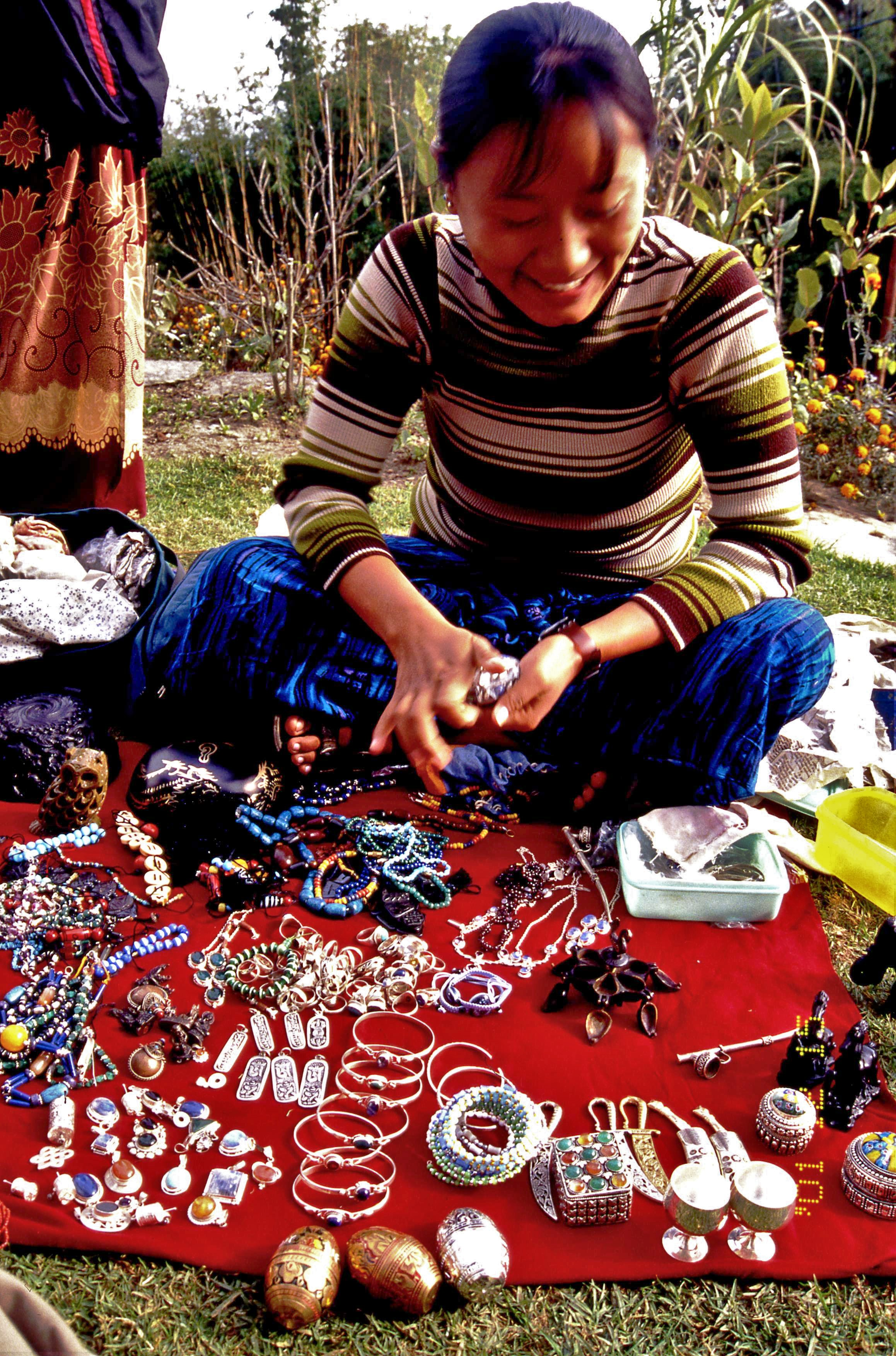
Vânzătoare ambulantă tibetană din Nepal

Limbile tibetane (în tibetană: བོད་སྐད།) sunt un grup de limbi sino-tibetane, neinteligibile mutual, vorbite de aproximativ 8 milioane de oameni, în primul rând tibetani care trăiesc într-o regiune vastă din estul Asiei Centrale, învecinată cu subcontinentul indian, inclusiv Platoul Tibet și Baltistan, Ladakh, Nepal, Sikkim și Bhutan. Tibetana clasică este o limbă regională principală, cunoscută în special pentru utilizarea sa în literatura budistă.
Limba tibetană centrală (dialectele Ü-Tsang, inclusiv Lhasa), tibetana kham și tibetana amdo sunt considerate în general a fi dialecte ale unei singure limbi, mai ales că acestea au același limbaj literar, în timp ce dzongkha, sikkimeza, sherpa și ladakh sunt considerate în general a fi limbi separate.
Deși unele grupuri Qiang din regiunea Kham sunt clasificate de China ca fiind formate din etnici tibetani, limbile qiangice nu sunt tibetane, ci reprezintă mai degrabă o ramură proprie a familiei limbilor sino-tibetane.

## Originea etnică

### Genetică
Populațiile tibetane moderne sunt foarte asemănătoare din punct de vedere genetic cu alte populații moderne din Asia de Est. Ele conțin, de asemenea, mai multe asemănări genetice cu populațiile moderne din Asia Centrală decât cu populațiile siberiene moderne.
Un studiu UCLA publicat în 2010 la Berkeley a identificat mai mult de 30 de factori genetici care fac ca trupurile tibetanilor să fie adaptate pentru traiul la altitudini înalte, inclusiv EPAS1, numită „gena superatleților”, care reglementează producția de hemoglobină a organismului  pentru a determina o mai mare eficiență în folosirea oxigenului.

### Mitologie
Potrivit mitologiei tibetane, populația Tibetului provine din urmașii maimuței antropoide Pha Trelgen Changchup Sempa și ai creaturii gigantice Ma Drag Sinmo.

## Religie

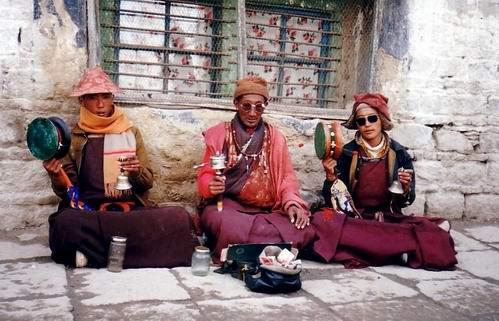
Trei călugări cântând în Lhasa, 1993

Cei mai mulți tibetani practică budismul tibetan sau o colecție de tradiții native cunoscute sub numele de Bön (absorbite, de asemenea, în budismul tibetan). Există o minoritate tibetană de religie musulmană. Un mic grup de creștini tibetani se află în estul Tibetului și în nord-vestul regiunii chineze Yunnanul. Există, de asemenea, hinduși tibetani care trăiesc în principal în China, India și Nepal.
Potrivit legendei, cel de-al 28-lea rege al Tibetului, Thothori Nyantsen, a visat cum cădea din cer o comoară sacră formată din sutre și mantre budiste și din diferite obiecte religioase. Cu toate acestea, deoarece alfabetul tibetan nu fusese inventat, textul nu a putut fi transcris și nimeni nu știa inițial ce conținea el. Budismul a apărut în Tibet în timpul domniei lui Songtsän Gampo, care s-a căsătorit cu două prințese budiste, Bhrikuti din Nepal și Wencheng din China. Religia budistă a dobândit popularitate atunci când călugărul indian Padmasambhāva a vizitat Tibetul la invitația celui de-al 38-lea rege tibetan, Trisong Deutson.

## Cultura

### Arhitectură

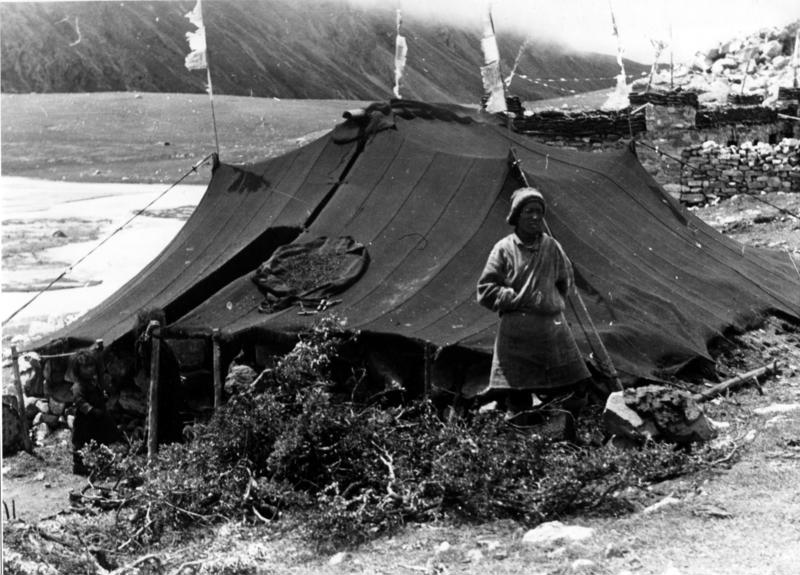
Nomad tibetan în fața unui cort, 1938

Situat la înălțimea de 117 metri și având 360 de metri lățime, Palatul Potala este considerat cel mai important exemplu de arhitectură tibetană. Fostă reședință a lui Dalai Lama, el este alcătuit din peste o mie de camere dispuse pe 13 nivele și conține portretele foștilor Dalai Lama și numeroase statui ale lui Buddha. Este împărțit între Palatul Alb exterior, care servește drept sediu administrativ, și clădirile roșii interioare, care adăpostesc sala de adunare a marilor lama, capele, 10.000 de altare și o vastă bibliotecă cu scrieri budiste.

### Literatură
Tibetul are o literatură națională cu elemente atât religioase, semispirituale, cât și laice. Textele religioase sunt binecunoscute, iar Cântul regelui Gesar al Tibetului, considerat cel mai lung poem epic din lume, este popular în Mongolia și în toată Asia Centrală. Sunt cunoscute, de asemenea, numeroase texte laice precum Disputa între ceai și Chang (berea tibetană) și Sfatul lui Khache Phalu.

## Legături externe
- Imaging Everest Arhivat în 17 decembrie 2005, la Wayback Machine.: article on Tibetan people at the time of early mountaineering from the Royal Geographical Society
- Tibetan costume from china.org.cn
- Rukor where the world discusses the fate of the nomads
- Map share of ethnic by county of China